# Berging (Isen)
Berging ist ein Gemeindeteil im südöstlichen Gemeindebereich des Marktes Isen im oberbayerischen Landkreis Erding.

## Geographie
Das  Dorf Berging liegt in der Gemarkung Thonbach auf einer Anhöhe circa 2,5 Kilometer südöstlich von Isen und ist über die Kreisstraße 23 zu erreichen.

## Geschichte
Berging (Pergum locus) wurde im Mittelalter erstmals erwähnt und gehörte ursprünglich zum Amt Schwindau der Grafschaft Haag. Durch das bayerische Gemeindeedikt von 1818 kam der Weiler zur Gemeinde Thonbach im Bezirksamt Wasserburg am Inn, mit deren Eingemeindung nach Schnaupping im Jahr 1880. Berging besaß durch den Bau der Bahnstrecke Thann–Matzbach–Isen–Haag ab dem 27. September 1900 mit dem am östlichen Ortsrand befindlichen Haltepunkt Anschluss an das Eisenbahnnetz. Bis zur Einstellung des Personenverkehrs am 28. September 1968 war Berging somit nach Schnaupping und Thonbach der drittbedeutendste Ort der Gemeinde Schnaupping. Am 1. April 1971 kam Berging durch die Eingemeindung von Schnaupping zum Markt Isen.

### Bevölkerungsentwicklung
Bei der Volkszählung 1871 gab es in Berging 21 Gebäude und 50 Einwohner, bei der Viehzählung 1873 gab es 16 Pferde und 59 Rinder. In der Nachkriegszeit des Ersten Weltkriegs stieg die Bevölkerungszahl auf 70 Einwohner an. Im Mai 1987 lebten dort 52 Einwohner in elf Wohngebäuden, von denen eines in zwei Wohnungen aufgeteilt war.
| Jahr      | 1871 | 1925 | 1950 | 1970 | 1987 |
| Einwohner | 50   | 57   | 70   | 41   | 52   |

Berging von Ostnordosten
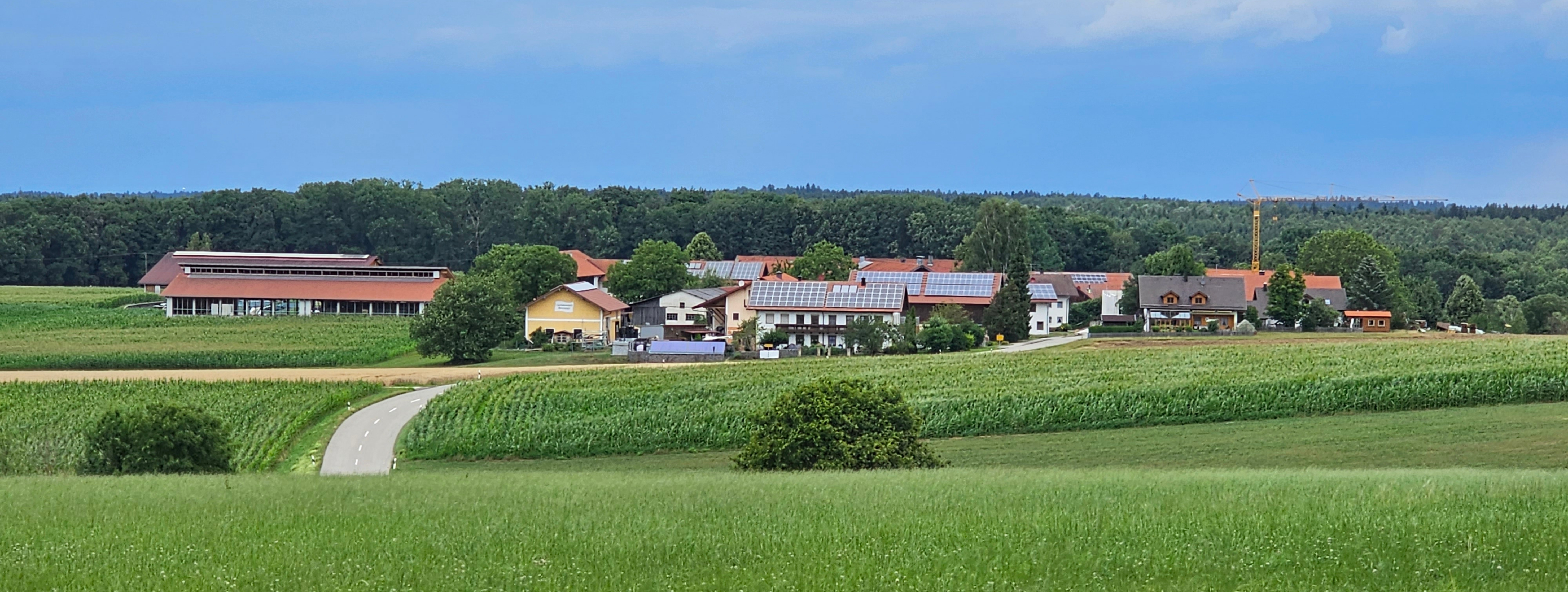
Berging von Südsüdosten